# Galina Kożakina
Galina Iwanowna Kożakina (ros. Галина Ивановна Кожакина; ur. 6 kwietnia 1925, zm. 21 lipca 2020) – radziecka aktorka teatralna, filmowa i głosowa. Zasłużony Artysta RFSRR (1970). Laureatka Nagrody Stalinowskiej (1951). W 1947 roku ukończyła GITIS.

## Wybrana filmografia

### Filmy animowane
- 1957: Królowa Śniegu jako mała rozbójniczka (głos)

### Filmy fabularne
- 1959: Niewysłany list jako Wiera

## Nagrody i odznaczenia
- Nagroda Stalinowska (1951)
- Zasłużony Artysta RFSRR (1970)

Źródło: